# Hydropsyche anachoreta
Hydropsyche anachoreta is een schietmot uit de familie Hydropsychidae. De soort komt voor in het Palearctisch gebied.